# Boi Neon
Boi Neon é um filme dos gêneros drama e neo-western brasileiro de 2015, dirigido e escrito por Gabriel Mascaro. Foi produzido pela Desvia, Malbicho Cine, Viking Film e Canal Brasil, e distribuído no Brasil pela Imovision. É estrelado por Juliano Cazarré, Maeve Jinkings e Vinícius de Oliveira. Suas filmagens ocorreram em 2014 nas cidades de Picuí e Campina Grande, na Paraíba, e Ameixas, Bezerros e Santa Cruz do Capibaribe, em Pernambuco.
O longa-metragem conta a história de Iremar, um vaqueiro de curral que viaja pelo Nordeste e tem o sonho de se tornar estilista de moda. O vaqueiro tem a vida na estrada e viaja de vaquejada em vaquejada junto com Zé e Negão - seus parceiros de curral, Galega, a motorista do caminhão boiadeiro, e a menina Cacá - filha de Galega. Juntos, eles formam uma família improvisada e unida. Mas Iremar tem cada vez mais forte um desejo pelas lantejoulas e ornamentos do mundo fashion, em meio a uma região rural que está em rápida transformação econômica e sedia um importante polo de confecção de roupas do Brasil. A vida de gado dos vaqueiros está cada vez mais próxima da vida operária nas fábricas de roupa.
Boi Neon teve sua estreia internacional no Festival de Veneza, na Mostra Orizzonti , seguiu para o Festival de Toronto e estreou no Brasil no Festival do Rio, de onde saiu com quatro prêmios. No Festival de Marrakech, Mascaro recebeu o prêmio de melhor diretor entregue pelas mãos do diretor Francis Ford Coppola, um dos júris do festival.
Boi Neon foi lançado no circuito brasileiro em 14 de janeiro de 2016, em 21 cidades.

## Sinopse
Boi Neon se passa nos bastidores das Vaquejadas, onde Iremar e um grupo de vaqueiros preparam os bois antes de soltá-los na arena. Levando a vida na estrada, o caminhão que transporta os bois para o evento é também a casa improvisada de Iremar e seus colegas de trabalho: Zé, Negão, Galega e sua filha Cacá. O cotidiano é intenso e visceral, mas algo inspira novas ambições em Iremar: a recente industrialização e o polo de confecção de roupas na região do semiárido nordestino. Deitado em sua rede na traseira do caminhão, sua cabeça divaga em sonhos de lantejoulas, tecidos requintados e croquis. O vaqueiro esboça novos desejos.

## Elenco
- Juliano Cazarré como Iremar
- Maeve Jinkings como Galega
- Vinicius de Oliveira como Júnior
- Samya De Lavor como Geisy
- Carlos Pessoa como Zé
- Alyne Santana como Cacá
- Josinaldo Alves como Mário
- Roberto Birindelli como Fazendeiro
- Abigail Pereira como Valquíria

## Produção
Boi Neon foi produzido por Rachel Ellis, através da Desvia Produções Artísticas e Audiovisuais, em conjunto com Sandino Saravia (Malbicho Cine), Marleen Slot (Viking Film) e o Canal Brasil. Teve seu financiamento pelos fundos do Hubert Bals Fund, BAL – Buenos Aires Lab, Hubert Bals Plus, Netherlands Film Fund, ICAU – Instituto de Cinema e Audiovisual do Uruguai, ANCINE – Agência Brasileira de Cinema, Ministério da Cultura / Secretaria do Audiovisual / Governo Federal do Brasil, Funcultura – Fundo de Incentivo à Cultura de Pernambuco e pela Prefeitura de Picuí.

## Trilha Sonora
A trilha sonora original foi elaborada por Otávio Santos, Cláudio N & Carlos Montenegro. Como trilha sonora adicional, o filme utilizou a música "Meu Vaqueiro Meu Peão" de Mastruz com Leite, e músicas "Astronauta" e "Ponto Final", da dupla Os Nonatos. 

## Lançamento

### Exibições
O longa-metragem teve sua primeira exibição mundial em 3 de setembro de 2015, no Festival de Veneza, na Mostra Orizzonti. Sua primeira sessão nacional aconteceu no Festival do Rio, em 4 de outubro do mesmo ano, onde ganhou quatro prêmios.
O filme entrou em cartaz no circuito comercial brasileiro em janeiro, com uma pré-estreia em São Paulo, no dia 5 de janeiro de 2016. 

## Recepção

### Opinião da Crítica
O filme Boi Neon tornou o nome de Gabriel Mascaro mais conhecido entre a crítica internacional e cinéfilos. Levando em consideração 15 críticas da imprensa, Boi Neon possui nota 80/100 no website Metacritic. Neste site, é feita uma escala de notas e criado um ranking entre os filmes mais bem posicionados pela crítica especializada, levando em consideração os veículos de maior reputação. Segundo a crítica especializada internacional, Boi Neon ficou na 60ª posição, ficando entre os melhores do filmes lançados em 2016.   
- The New York Times

Em 2016, Boi Neon apareceu na lista de melhores filmes do ano pelo The New York Times (), citado pelo crítico Stephen Holden, ficando ao lado de filmes como Aquarius.
- The Hollywood Reporter

Boyd Van Hoeij, do The Hollywood Reporter () , cita em crítica que Boi Neon é "lindamente fotografado e enquadrado" e que "deve solidificar ainda mais a reputação de Mascaro como um talento para ser assistido" .
- Indiewire

O crítico chefe da revista Indiewire, Eric Kohn, descreve o longa como “poético, envolvente e profundamente sensual”, elegendo o filme como “a grande descoberta do Festival de Toronto”  e, num segundo artigo, provoca sobre a originalidade da obra, intitulando a manchete de: “Como Gabriel Mascaro inventou um novo tipo de cinema” . ()
- Folha de S. Paulo & Caetano Veloso

Declaradamente um fã do filme, o cantor Caetano Veloso escreveu um texto sobre o Boi Neon para publicação na imprensa americana, que foi replicado pela Folha de S.Paulo . No texto, Caetano declara que o filme se trata de “uma obra cinematográfica peculiar” e que “se vê o poema dos gêneros e da proximidade entre a vida animal e os humanos que (…) buscam a ascensão social mas também o sublime".    
- Jean Claude-Bernardet

Crítico e ator de cinema, Jean cita em uma entrevista Boi Neon como um contraponto a um tipo de filme recorrente no circuito, que dá todas as respostas ao público. “Hoje há muitos roteiristas que querem explicar tudo… Não se trabalha suficientemente a elipse e a justaposição, criando relações explícitas entre as cenas” pontua. Diferente do Boi Neon, onde o crítico declara que “o filme do Mascaro é muito renovador em diversos níveis”.
- APCA - Associação Paulista de Críticos de Arte

Ainda em 2016, Boi Neon recebeu os prêmios APCA de Melhor Direção e Melhor Fotografia. O APCA, entregue anualmente pela Associação Paulista de Críticos de Arte, é um dos mais tradicionais prêmios concedidos a artistas no Brasil.

## Prêmios e Indicações
Prêmios
Na Mostra Orizzonti do Festival de Veneza, Boi Neon levou o prêmio especial do Júri, entregue por Jonathan Demme - diretor de "Silêncio dos Inocentes". Jonathan, que já havia elogiado Boi Neon em Veneza, convidou Gabriel Mascaro para ser host do lançamento do filme no Estados Unidos. O evento aconteceu no Jacob Burns Film Center. A sessão foi seguida de um debate entre Gabriel Mascaro e Jonathan Demme. O filme foi distribuído nos Estados Unidos pela Kino Lorber e entrou em cartaz após as exibições do filme no Lincoln Center e MoMA, em Nova York.
Boi Neon já concorreu a diversos prêmios, ganhando mais de 30 deles. No Festival de Cinema de Marrakech 2016, no Marrocos, Gabriel Mascaro levou o prêmio de Melhor Direção por Boi Neon. O prêmio foi entregue pelo cineasta norte-americano Francis Ford Coppola, presidente do júri que era composto por diretores como Naomi Kawase, Anton Corbijn e Jean-Pierre Jeunet e a atriz Olga Kurylenko.
No Festival de Toronto, recebeu Menção Honrosa das mãos de diretores consagrados como Jia Zhang Ke e Claire Dennis, jurados do Festival. O filme ganhou melhor filme em diversos festivais renomados, como Festival do Rio (Brasil), Festival de Varsóvia (Polônia), Festival de Adelaide (Austrália), Festival de Cartagena (Colômbia), entre outros.
Boi Neon foi o filme brasileiro indicado para disputar o Goya 2016, foi também indicado aos Prêmios Platino e teve 5 nomeações aos Prêmios Fénix de 2016, vencendo dois destes: Melhor Fotografia e Melhor Roteiro.
| Ano  | Festival                                                                              | Categoria                      | Classificação |
| ---- | ------------------------------------------------------------------------------------- | ------------------------------ | ------------- |
| 2015 | 72ª Mostra Internacionale d'Arte Cinematografica - La Biennale di Venezia - Orrizonti | Prêmio Especial do Júri        | Ganhou        |
| 2015 | 40º Toronto Film Festival                                                             | Menção Honrosa do Júri         | Ganhou        |
| 2015 | Zurich Film Festival                                                                  | Melhor Filme                   | Indicado      |
| 2015 | Festival do Rio                                                                       | Melhor Filme                   | Ganhou        |
| 2015 | Festival do Rio                                                                       | Melhor Roteiro                 | Ganhou        |
| 2015 | Festival do Rio                                                                       | Melhor Fotografia              | Ganhou        |
| 2015 | Festival do Rio                                                                       | Melhor Atriz Coadjuvante       | Ganhou        |
| 2015 | Filmfest Hamburg                                                                      | Prêmio da Crítica              | Ganhou        |
| 2015 | BFI London Film Festival - Dare Section                                               | Melhor Filme                   | Indicado      |
| 2015 | Warsaw International Film Festival                                                    | Melhor Filme                   | Ganhou        |
| 2015 | Adelaide International Film Festival                                                  | Melhor Filme                   | Ganhou        |
| 2015 | Chicaco International Film Festival                                                   | Gold Hugo                      | Indicado      |
| 2015 | Stockholm Film Festival                                                               | Melhor Filme                   | Indicado      |
| 2015 | Camerimage International Film Festival                                                | Melhor Filme                   | Indicado      |
| 2015 | Zagreb Film Festival                                                                  | Melhor Filme                   | Indicado      |
| 2015 | Festival des 3 Continents                                                             | Menção Especial do Júri        | Ganhou        |
| 2015 | Festival Internacional de Cine de Gijón                                               | Melhor Filme                   | Indicado      |
| 2015 | Havana Film Festival                                                                  | Prêmio Especial do Júri        | Ganhou        |
| 2015 | Marrakech Film Festival                                                               | Melhor Diretor                 | Ganhou        |
| 2015 | Marrakech Film Festival                                                               | Menção Especial do Júri        | Ganhou        |
| 2016 | Tromsø International Film Festival                                                    | Melhor Filme                   | Indicado      |
| 2016 | Luxembuorg Film Festival                                                              | Melhor Filme                   | Indicado      |
| 2016 | Khanty Mansiysk - Spirit of Fire International Film Festival                          | Melhor Filme                   | Indicado      |
| 2016 | Festival Internacional de Cine de Cartagena de Indias                                 | Melhor Filme                   | Ganhou        |
| 2016 | Festival Internacional de Cine en Guadalajara                                         | Longa-metragem Ibero-americano | Indicado      |
| 2016 | Festival Internacional de Cine en Guadalajara                                         | Maguey Award                   | Ganhou        |
| 2016 | 15th Transilvania International Film Festival                                         | Prêmio FIPRESCI                | Ganhou        |
| 2016 | Durban International Film Festival                                                    | Bravura Artística              | Ganhou        |
| 2016 | Troféu APCA                                                                           | Melhor Direção                 | Ganhou        |
| 2016 | Troféu APCA                                                                           | Melhor Fotografia              | Ganhou        |
| 2016 | Festival de Cine de Lima                                                              | Melhor Fotografia              | Ganhou        |
| 2016 | Festival de Cine de Lima                                                              | Prêmio Especial da Crítica     | Ganhou        |
| 2016 | Prêmio Fênix                                                                          | Melhor Filme                   | Indicado      |
| 2016 | Prêmio Fênix                                                                          | Melhor Fotografia              | Ganhou        |
| 2016 | Prêmio Fênix                                                                          | Melhor Direção                 | Indicado      |
| 2016 | Prêmio Fênix                                                                          | Melhor Roteiro                 | Ganhou        |
| 2016 | Prêmio Fênix                                                                          | Melhor Trilha Sonora Original  | Indicado      |
| 2016 | Prêmio Fênix                                                                          | Melhor Figurino                | Indicado      |
| 2016 | Prêmio Fênix                                                                          | Melhor Montagem                | Indicado      |
| 2016 | Prêmio Fênix                                                                          | Melhor Direção de Arte         | Indicado      |
| 2017 | 43º Festival Sesc dos Melhores Filmes                                                 | Melhor fotografia              | Ganhou        |
| 2017 | 43º Festival Sesc dos Melhores Filmes                                                 | Melhor Ator Brasileiro Crítica | Ganhou        |
| 2017 | 43º Festival Sesc dos Melhores Filmes                                                 | Melhor Ator Brasileiro Público | Ganhou        |
| 2017 | Graba Festival Audiovisual                                                            | Melhor Diretor                 | Ganhou        |
| 2017 | Prêmio ABRA de Roteiro                                                                | Melhor Roteiro                 | Indicado      |
| 2017 | Prêmio Platino                                                                        | Melhor Direção de Fotografia   | Indicado      |
| 2017 | Grande Prêmio do Cinema Brasileiro                                                    | Melhor Filme - Júri Popular    | Ganhou        |
| 2017 | Grande Prêmio do Cinema Brasileiro                                                    | Melhor Diretor                 | Indicado      |
| 2017 | Grande Prêmio do Cinema Brasileiro                                                    | Melhor Ator                    | Ganhou        |
| 2017 | Grande Prêmio do Cinema Brasileiro                                                    | Melhor Atriz Coadjuvante       | Indicado      |
| 2017 | Grande Prêmio do Cinema Brasileiro                                                    | Melhor Roteiro Original        | Ganhou        |
| 2017 | Grande Prêmio do Cinema Brasileiro                                                    | Melhor Direção de Fotografia   | Ganhou        |
| 2017 | Grande Prêmio do Cinema Brasileiro                                                    | Melhor Maquiagem               | Indicado      |
| 2017 | Grande Prêmio do Cinema Brasileiro                                                    | Melhor Figurino                | Indicado      |
| 2017 | Grande Prêmio do Cinema Brasileiro                                                    | Melhor Som                     | Indicado      |
| 2017 | Grande Prêmio do Cinema Brasileiro                                                    | Melhor Montagem - Ficção       | Indicado      |